# Charlotte-Rose de Caumont de La Force

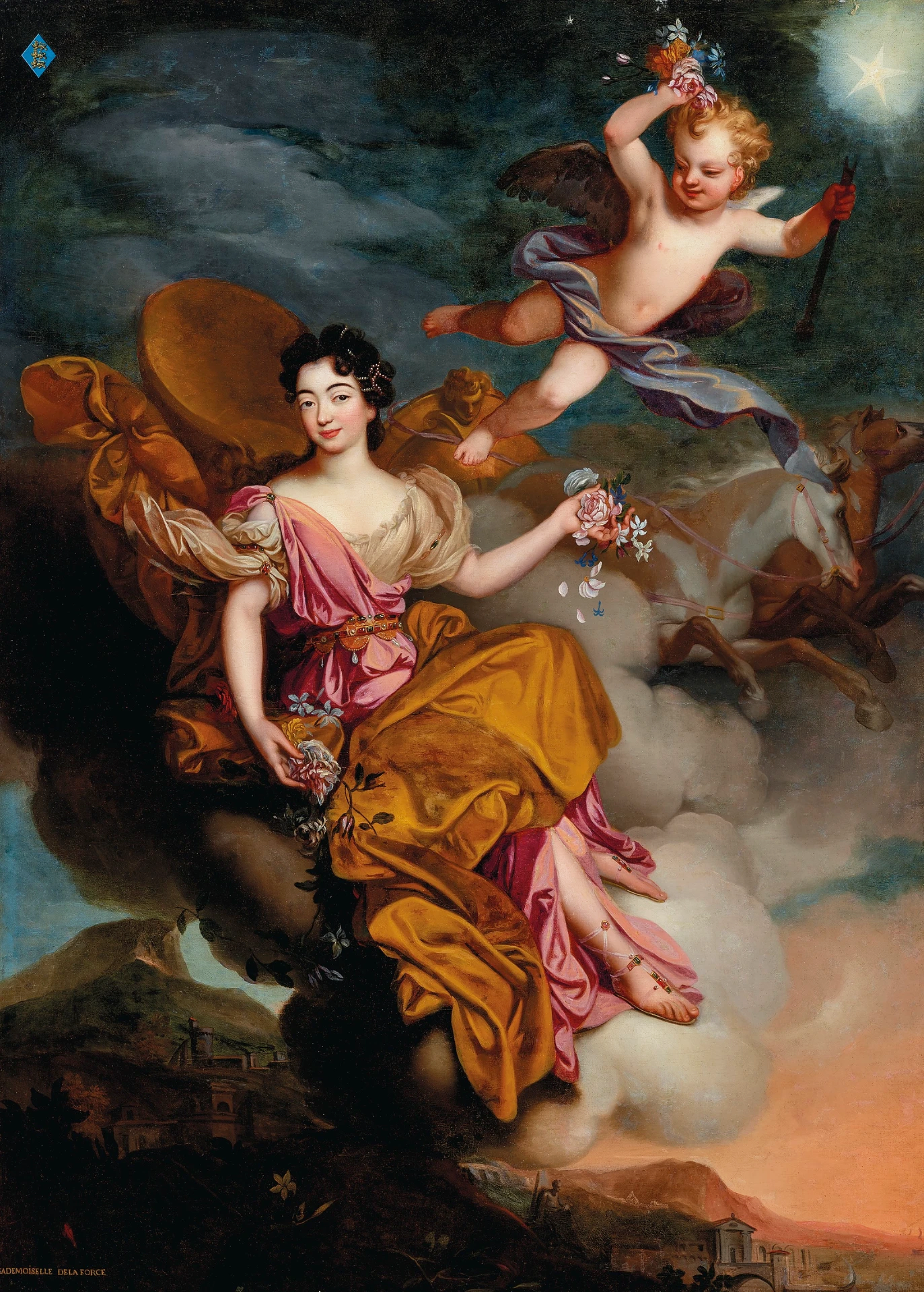
Porträt der Mademoiselle de La Force als Flora in einer Landschaft mit Putte (1670/1690)

Charlotte-Rose de Caumont de La Force (* 1654; † 1724 in Paris) war eine französische Schriftstellerin.

## Leben und Werk
Charlotte-Rose de Caumont de La Force entstammte einer bedeutenden Hugenottenfamilie des Périgord. Als Enkelin von Jacques Nompar de Caumont Herzog von La Force war sie bis 1673 Ehrenjungfer der Königin, dann im Dienste von Mademoiselle de Guise. 1685 trat sie im Zuge des Edikts von Fontainebleau zum römisch-katholischen Glauben über und bezog vom König eine Pension.
Schon früh hatte sie mit Gelegenheitsdichtungen Erfolg. 1692 veröffentlichte sie die ersten Feenmärchen (Contes de fées, Nachdruck 1978, auch im Cabinet des Fées von Charles-Joseph Mayer) und ab 1694 eine Serie von Histoires secrètes (historische Romane mit angeblichen Geheiminformationen) betreffend Burgund (Nachdruck 1979), Heinrich IV. (Kastilien), Margarete von Navarra, Gustav Wasa und Catherine de Bourbon.
Erst 1862 kam es zu einer Ausgabe ihres Werkes Les jeux d’esprit, einer Sammlung von literarischen Sprachspielen, die wegen ihres Charakters als Experimentalliteratur von Odile Biyidi in die Nähe des Surrealismus gerückt wurden.
Sie war ab 1698 Mitglied der Akademie der Ricovrati von Padua.
La Forces Märchen Persinette liegt dem Märchen Rapunzel der Brüder Grimm zu Grunde.

## Werke (Auswahl)

### Originalwerke
- Les jeux d'esprit, ou La promenade de la princesse de Conti à Eu. Hrsg. Édouard Lelièvre de La Grange (1796–1876). Aubry, Paris 1862. Paris 2016. ISBN 2-346-04920-4

### Werke in deutscher Übersetzung
- Der tapfere und verliebte Gustav von Vasa. Oder die Wunderwerck der Liebe an den nordischen Höfen. Helmers, Frankfurt und Leipzig 1698.
- Fortsetzung der Historie der Königinn von Navarra. Als der zweyte Theil der geheimen Geschichte von Burgund. Gottfried Kiesewetter, Stockholm, Leipzig 1746.
- Geheime Liebesgeschichte Heinrichs des Vierten Königs von Castilien mit dem Zunamen der Unvermögende. Weitbrecht, Stralsund 1751.
- Geheime Nachrichten von der Hochzeitnacht Heinrich des Unvermögenden von Kastilien und ihren Folgen. Monath u. Rußler, Leipzig 1790.